# 卡琳·皮舍尔
卡琳·皮舍尔（德語：Karin Püschel，1958年1月8日—），旧姓卡洛（Kahlow），德国女子排球运动员。她曾代表东德国家队参加1980年夏季奥林匹克运动会排球比赛，获得一枚银牌。